# Carey Talley
Carey Talley (Memphis, 26 agosto 1976) è un ex calciatore statunitense, di ruolo difensore.

## Palmarès
- Campionato MLS: 1

D.C. United: 1999
- CONCACAF Champions' Cup: 1

D.C. United: 1998
- Coppa Interamericana: 1

D.C. United: 1998